# Первые советские бронедрезины
Первые советские бронедрезины — бронедрези́ны и легкие бронеавтомобили-дрези́ны РСФСР и СССР, соответствующие легким бронедрезинам по вооружению и назначению.
Предназначались для разведки, в том числе и для бронепоездов, охранения вдоль железнодорожного пути (в том числе и бронепоездов при боевых действиях) и для других боевых задач (доставка командиров и начальников, посыльных с документами и т. д.).

## Введение
Бронедрезины применялись многими странами на железных дорогах в первой половине XX века .
С началом Первой мировой войны бронированные автодрезины стали создаваться железнодорожными войсками Русской императорской армии
В 1915-1916 годах 3 бронедрезины построено ротами 2-й Заамурской железнодорожной бригады в одесских и киевских железнодорожных мастерских — две легких в Одессе и одна тяжелая в Киеве.
Судьба трех построенных 2-й Заамурской бригадой дрезин разная. Короткая эксплуатация у бронедрезины киевской постройки. Первые её выезды показали, что 24-сильный двигатель слаб для 9-тонной дрезины — он часто перегревался и не тянул на подъёмах пути. В декабре 1916 года её направили в тыл, где на неё должны были установить более мощный двигатель. 25 сентября 1917 года доложено, что «мотор с дрезиной отправлен на завод». Дальнейшая судьба бронедрезины не установлена, но вероятно, что двигатель не поставили, а её разобрали.
Судьба бронедрезин одесской постройки дольше. Обе использовали на фронте до лета 1917 года. В начавшейся Гражданской войне одна из них попала к Красной Армии и действовала под Царицыном до лета 1919 года. Её дальнейший путь и судьба второй дрезины не известны.

## Начало постройки советских бронедрезин
В СССР бронедрезины и бронеавтомобили-дрезины часто входили в отдельные бронепоезда — воинские части РККА, ГПУ и НКВД, дополнительно, (кроме входящих в отдельные бронепоезда) в дивизионы бронепоездов НКВД и броневых сил → автобронетанковые войска Красной Армии Советской России и СССР и, начиная с 1930-х годов, в полк бронепоездов автобронетанковых войск РККА.
В межвоенный период для частей ГПУ и РККА в СССР начали проектирование и изготовление бронедрезин и бронеавтомобилей-дрезин.

### Бронедрезины Матваль
Эти бронеавтомобили-дрезины спроектированы Вальднером С. С. вместе Маттиссоном, отсюда их название Матваль (Маттиссон-Вальднер).
В феврале 1920 года на Ижорском заводе сделали бронедрезину Матваль с 37-мм пушкой и четырьмя пулеметами Максим. Она с 7-мм броней и экипажем 8 человек. Но испытания показали, что дрезина громоздка, с малой скоростью и с слабыми рессорами, а стрельба из орудия и пулеметов неудобна.
В 1920 году на Сормовском заводе изготовили 4 бронедрезины Матваль. Их база — бронеавтомобили Шеффильд-Симплекс, доставленные из Великобритании в 1915—1916 годах. Все 4 бронедрезины передали бронепоездам Юго-Западного и Западного фронтов.
В 1921—1922 годах на Ижорском заводе изготовили 4 пулеметных бронедрезины Матваль из тех же бронеавтомобилей «Шеффильд-Симплекс».
Всего в 1920—1922 годах на Ижорском и Сормовском заводах изготовили 9 бронедрезин Матваль (1 пушечную и 8 пулеметных). В 1925 году пушечную разобрали, а пулеметные продолжали служить в бронепоездных частях РККА достаточно долго.
На 5 февраля 1930 года 4 бронедрезины Матваль в 1-м и 2 в 7-м отдельных дивизионах бронепоездов и 2 во 2-м полку бронепоездов.
Бронедрезины Матваль с характеристиками:
При переделки бронеавтомобилей Шеффильд-Симплекс в бронедрезины Матваль снимали броню и меняли каркас, английский деревянный, на них новый задний мост от грузовика «Уайт», дополнительный бак и железнодорожные колеса диаметром 800 мм. Боевая масса бронедрезин 5,735-5,750 т, двигатель в 22 л. с. позволял им разгоняться на железной дороге до 50 км/ч, два пулемета Максим в двух башнях, экипаж 5 человек.
Емкость двух топливных баков (один сзади и один под сиденьем водителя) 115 кг. Система бронировки сходна с Остин (III или IV серии, ответственные места забронированы сталью 8 мм, неответственные 4 мм. Допустимая скорость движения по прямому участку — 40 км/ч, на путях станций − 15 км/ч. За время пребывания в дивизионе совершено с 1927 по 1930 год пробега каждой машиной — по 2500 км".
В начале 1930-х годов бронедрезины Матваль перевели в учебные — они сильно износились, а запасных частей к ним не было.
В 1938 году все бронедрезины Матваль сняли с вооружения как устаревшие. Большую часть их отправили на металлом, а одну передали войскам НКВД по охране железных дорог, где её использовали как учебную до 1942 года.

### БАД-1
БАД-1 (Боевая автодрезина 1-го типа или бронеавтомобиль-дрезина 1-я) — советский опытный лёгкий бронеавтомобиль-дрезина межвоенного периода. Построен в 1931 году один.

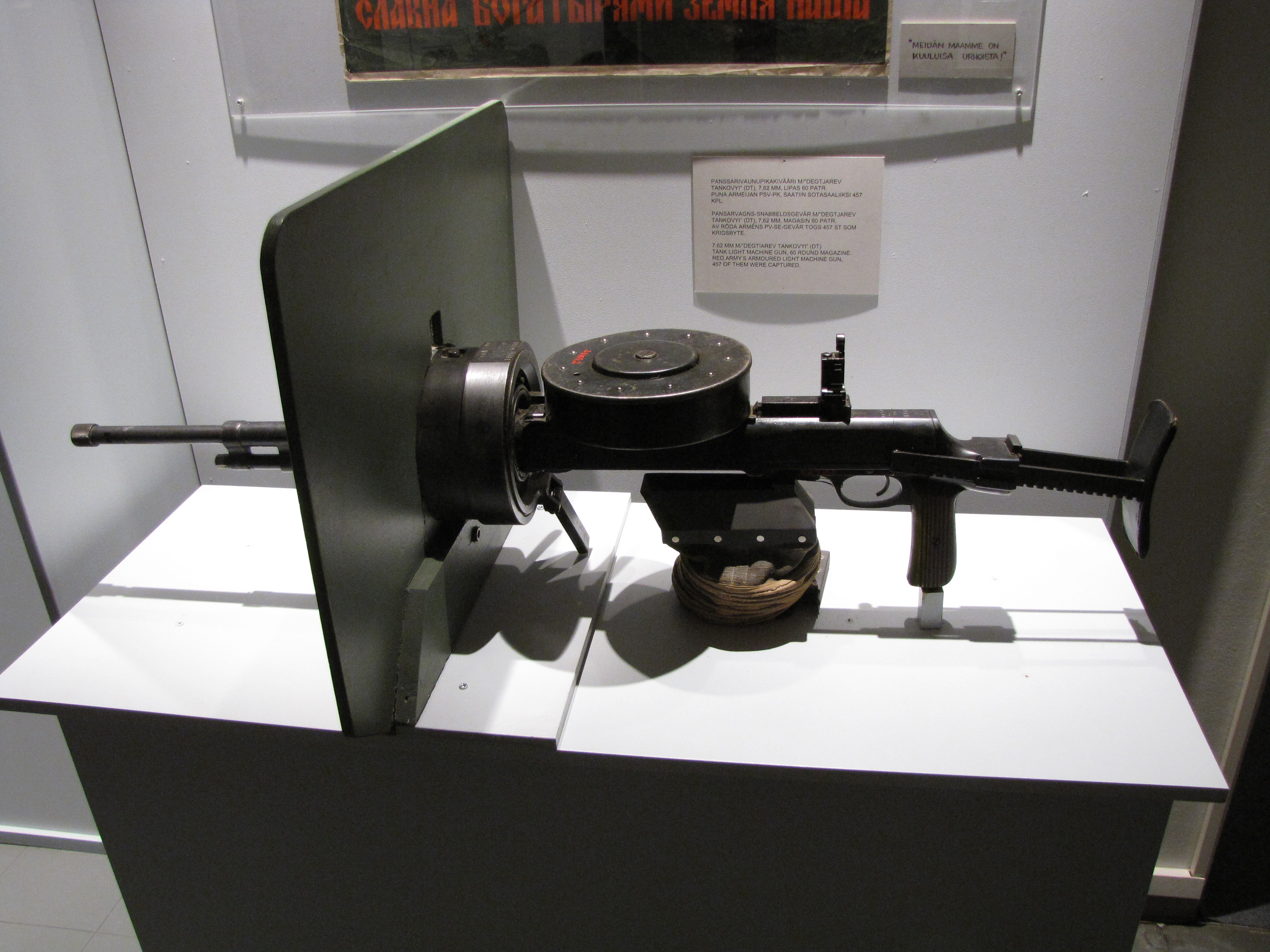
ДТ в шаровой установке, такие на БАД-1 и БАД-2

Бронеавтомобиль-дрезина создан конструкторским бюро технического отделения (ТО) экономического отдела (ЭКО) полномочного представительства (ПП) ОГПУ при Ленинградском военном округе (ЛВО).
Создание БАД-1 начали осенью 1931 года. На усовершенствованном шасси Форд AA с усиленными передними рессорами установили корпус из катаных бронелистов, приваренных к стальным уголкам. Толщина брони в лобовой части и заслонок смотровых щитков 10 мм, корпуса и башни — 6 мм, крыши и бронекоробки ходовой части — 4 мм, это типично для бронеавтомобиля того времени.
Размещение вооружения: на крыше боевого отделения в средней части корпуса цилиндрическая башня с пулеметом ДТ в шаровой установке, ещё одна цилиндрическая башня меньшего диаметра на корме над задней дверцей корпуса рядом с двумя баллонами по 15 литров с жидкостью для дымопуска, третий пулемет в лобовом листе корпуса справа от места водителя и ещё два запасных ДТ на стойках в укладке между сидениями водителя и переднего пулеметчика. Экипаж БАД-1 — 4 человека (три пулеметчика и водитель). Переход с обычного на железнодорожный ход за 10 минут с помощью домкрата и стальных бандажей. На корме БАД-1 крюки для растаскивания завалов.
Построен БАД-1 за 36 дней, и в ноябре 1931 года успешно испытан в районе Ленинграда. По подвижности он уступал БА-27, но БАД-1 предназначался только для использования подразделениями ОГПУ. В декабре он принят на вооружение пограничной охраны ПП ОГПУ при ЛВО. В начале 1930-х годов БАД-1 участвовал в военных парадах. Дальнейшая его судьба неизвестна.

### БАД-2
Успешное создание БАД-1 подвинуло ТО ЭКО ПП ОГПУ спроектировать «броне-авто-водо-машину с более мощным вооружением». База теперь трехосный «Форд-Тимкен», кроме железнодорожного хода бронеавтомобиль должен был плавать. Эскизный проект бронеавтомобиляи-дрези́ны, названного БАД-2 (Броне автодрезина 2-го типа или бронеавтомобиль-дрезина 2-я, также есть версия Боевая автодрезина №2), утвержденный начальником ПП ОГПУ в ЛВО Медведем, отправили на завод «Большевик» для изготовления опытного бронеавтомобиля. На заводе под руководством инженера Обухова машина детально спроектирована и сделаны рабочие чертежи. К этому времени проект заинтересовал военных и постройку броневика начали контролировать они. В апреле 1932 года опытный бронеавтомобиль готов.

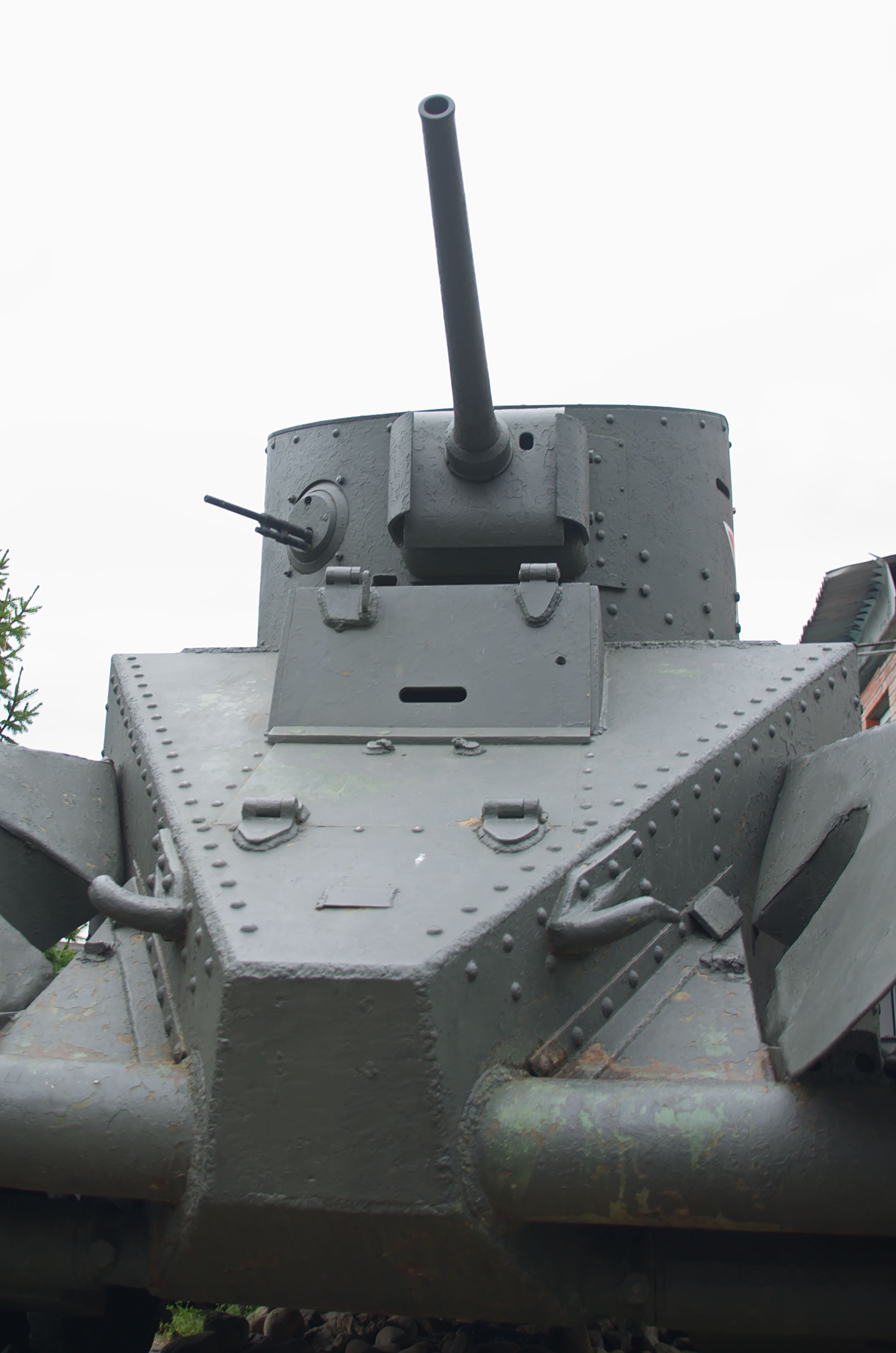
37-мм пушка Б-3 в башне БТ-2, такие и на БАД-2

Конструкция бронеавтомобиля оригинальна: сварной из 4-6 мм обычной (не броневой) стали корпус в форме лодки крепили к раме сваркой и болтами. Двигатель в носу, за ним отделение управления, оставшаяся часть машины — боевое отделение. Машина могла перемещаться как на обычных колёсах, так и на железнодорожных бандажах (смена хода около 30 минут), а для плавания она с трёхлопастным гребным винтом на конце червяка передачи заднего моста. На плаву вращались и задние колёса, а на шоссе вращался и винт. Поворот на воде только с помощью передних колёс, на задние надевали гусеничные резино-металлических гусеницы типа «кегресс». Вентиляция боевого отделения через жалюзи, закрываемых броневыми кожухами. В моторное отделение воздух поступал через грибовидные колпаки. Для откачки попавшей в корпус воды ручной насос. В передней башне конической формы 37-мм пушка Б-3, в кормовой башне и в лобовом листе корпуса по одному 7,62-мм пулемету ДТ.
Испытания весной 1932 года в окрестностях завода «Большевик» выявили много недостатков: в частности, двигатель перегревался через несколько километров, из-за больших размеров корпуса БАД-2 управляемость плохая, выходить из воды можно было только при пологом береге и твердом дне. Движение и по мягкому грунту и песку трудное. КБ завода доработало машину — заменили фары и убрали кожухи вентиляционных жалюзи боевого отделения. В таком виде бронеавтомобиль больше устроил заказчика, что позволило УММ РККА в августе 1932 года заключить договор с машиностроительным заводом имени Ворошилова на проектирование и изготовление улучшенного бронеавтомобиля БАД-3. Ижорскому заводу заказали 25 БАД-2, куда скоро доставлен опытный образец для детального изучения. Но здесь работы по плавающей бронемашине двигались медленно из-за загрузки другими заказами. В итоге в сентябре 1933 года разработка прекратилась, а последнее сообщение УММ РККА в наркомат обороны: «БАД (плавающий) из 25 будет, вероятно, сдано не более 15…». Бронеавтомобиль принял участие в параде 1 мая 1933 года на площади Урицкого, пройдя в одном строю с БАД-1 и другой бронетехникой, после чего бронеавтомобиль преодолел Неву по воде.

## Оценка первых советских бронедрезин
Мощность двигателей почти всех описанных бронедрези́н (кроме бронедрезин одесской постройки) была небольшая, что уменьшало проходимость и подвижность, иногда даже по железным дорогам. Вероятно поэтому эксплуатация бронедрезины киевской постройки, пушечной бронедрезины Матваль и БАД-2 недолгая.
Надежность бронедрезин постройки 2-й Заамурской железнодорожной бригады и бронедрезин Матваль снижало отсутствие запасных частей к импортным двигателям и несерийным агрегатам единичного изготовления
О службе бронедрезин одесской постройки и БАД-1 подробных сведений нет.

### Сноски
1. ↑  До февраля 1943 года офицеров в РККА и силовых структурах (ГПУ, НКВД и другие) не было, военнослужащие и работники силовых структур командного, начальствующего и политического состава назывались, соответственно, командиры, начальники и политработники
2. ↑  кроме входящих в отдельные бронепоезда и дивизионы бронепоездов